# 山倉たかし
山倉 たかし（やまくら たかし）は、日本の作曲家、編曲家である。

## 人物・来歴
テイチクレコード（現テイチクエンタテインメント）で、1965年（昭和40年）、石原裕次郎のシングル『赤い谷間のブルース』の編曲を行なって以来、1977年（昭和52年）のシングル『霧の波止場で』、次のシングル『紫の雨』のC/W曲『海を離れた男のブルース』まで、36曲のシングル曲の編曲を手がけた。当時の代表曲は浜口庫之助作曲の『夜霧よ今夜も有難う』（1967年）、『粋な別れ』（同）など。池田充男、野崎真一、萩原四朗、上原賢六らに重用された。また同1965年には、渡哲也の『東京流れ者』（作詞高月ことば）の編曲を手がけた。
ジャズアレンジを得意とし、1967年（昭和42年）には、世良譲トリオが当時21歳の笠井紀美子を迎えたボサノヴァ・アルバム『ザ・モダン・プレイング・メイト』に、笠井、世良、栗田八郎（ベース）、ジミー竹内（ドラムス）、川原正美（コンガ）、池田晴紀（ボンゴ）とともに編曲家として参加。
1970年代には、国際放映が製作したフジテレビジョンの時代劇の劇伴を手がけた。
世良、笠井らとのアルバム『ザ・モダン・プレイング・メイト』は、1998年（平成10年）6月24日と2007年（平成19年）7月6日の2度にわたりCD化された。

## おもなディスコグラフィ
- 石原裕次郎
  - 『赤い谷間のブルース』 （1965年）
  - 『夜霧よ今夜も有難う』 （1967年）
  - 『粋な別れ』 （1967年）
- 渡哲也『東京流れ者』 （1965年）
- 三ッ浜文子『名古屋中村なみだ雨／北浜ブルース』 （1968年）
- 木立じゅん『484のブルース』 （1968年、補作曲）
- 尾崎奈々
  - 『バラ色の町』（1968年）
  - 『赤い波』（1968年）
- 三波春夫『ご存知右門ここに居る』（1969年）
- 若山富三郎『雪に追われた流れもの』（1969年）
- 石川美沙『燃えて燃やして燃えつきて』（1969年）
- 三朝れい子『恋は霧の中／レモンのくちづけ』（1970年）
- 涼川真里
  - 『湖に眠る恋／愛はあなただけ』（1969年）
  - 『こんなにこんなに愛してる／幻のくちづけ』（1969年）
  - 『雨の中で泣いちゃった／あなたのとりこ』（1970年）
  - 『新宿気まぐれ』（1970年）
  - 『白いシャム猫／時計』（1971年）
- 鈴木次郎『恋地獄のブルース』（1970年）
- 桂木圭子『女上位のブルース／新宿流れ花』（1970年）
- 一条るり子
  - 『花と蜜蜂』（1972年）
  - 『女のギター』（1972年）

## フィルモグラフィ

### テレビ映画
- 剣客商売 1973年4月7日 - 9月1日
- 大盗賊 1974年7月6日 - 9月28日
- 江戸の旋風（第1シリーズのみ） 1975年4月10日 - 1976年3月25日 ※卓大介との共作
- 剣客商売 辻斬り 1982年12月3日 ※広瀬奈津夫との共作
- 剣客商売 誘拐　1983年3月4日 ※広瀬奈津夫との共作